# Пам'ятки Торецька
У місті Торецьку Донецької області на обліку перебуває 21 пам'ятка історії та 5 пам'яток монументального мистецтва. 9 пам'яток історії - це могили радянських воїнів, 5т воїнів афганців. Усі пам'ятки монументального мистецтва - це пам'ятники організаторам червоного терору. 

## Пам'ятки історії
| № пп | Охорон. номер | Найменування пам'ятки | Місцезнаходження пам'ятки                                              | Рік встановлення     | Автор                                             | Рішення              |
| ---- | ------------- | --- | ---------------------------------------------------------------------- | -------------------- | ------------------------------------------------- | -------------------- |
| 1    | 224           | Братська могила радянських воїнів Південного фронту. | вул. Донбаська, 55.                                                    | 1948 р.              | -                                                 | 5.09.1973 р. № 18    |
| 2    | 222           | Могила Жукова Б.С, революціонера. | вул. Історична, у сквері.                                              | 1976 р.              | -                                                 | 5.09.1973 р. № 18    |
| 3    | 223           | Братська могила радянських воїнів. | вул. Грушевського, 2.                                                  | 1948 р.              | -                                                 | 17.12.1969 р. № 724  |
| 4    | 241           | Пам'ятник Тоболенку М.Н, Герою Радянського Союзу. | пров. Новий, 42, школа № 1.                                            | 1948 р. рек. 1992 р. | -                                                 | 17.12.1969 р. № 724  |
| 5    | 1774          | Меморіальний комплекс на честь радянських воїнів Південного фронту, пам'ятник землякам, Героям Радянського Союзу: Братська могила радянських воїнів; Могила Невідомого воїна. | вул. Дружби.                                                           | 1973 р.              | Скульптор: Я. Н. Баранов                          | 12.02.1975 р. № 84   |
| 6    | 1879          | Пам'ятник Рябошапці С.К та .Козодоєву В.У, героям перших п'ятирічок. | вул. Дружби, 22, Будинок культури «Україна».                           | 1974 р.              | Скульптор: С. О. Гонтар, Архітектор: В. С. Пишний | 19.04.1983 р. № 280р |
| 7    | 221           | Місце школи, у якій працював Васильченко С.В, український письменник. | вул. Руднична, 5.                                                      |                      | -                                                 | 17.12.1969 р. № 724  |
| 8    | 3198          | Могила воїна-афганця старшого лейтенанта Агакішиєва А. К. | цвинтар міський, центральна частина.                                   | 1981 р.              | -                                                 | 14.07.1993 р. № 419  |
| 9    | 3196          | Могила воїна-афганця рядового Горея Ю. К. | цвинтар міський, центральна частина.                                   | 1981 р.              | -                                                 | 14.07.1993 р. № 419  |
| 10   | 3199          | Могила воїна-афганця рядового Міхєєва М. В. | цвинтар міський, східна частина.                                       | 1985 р.              | -                                                 | 14.07.1993 р. № 419  |
| 11   | 227           | Братська могила радянських воїнів Південного фронту. | Залізна м/р, м. Залізне, у сквері біля Будинку культури.               | 1960 р. рек. 1974 р. | Скульптор: Ракитянський К.Е                       | 19.04.1983 р. № 280р |
| 12   | 228           | Братська могила радянських воїнів Південного фронту. | Залізна м/р, м. Залізне, школа № 13.                                   | 1960 р.              | -                                                 | 19.04.1983 р. № 280р |
| 13   | 226           | Братська могила радянських воїнів Південного фронту. | Залізна м/р, смт Південне , біля Будинку культури.                     | 1960 р.              | -                                                 | 19.04.1983 р. № 280р |
| 14   | 232           | Братська могила партизанів. | Північна сел./р, смт Північне, вул. Піонерська, біля Будинку культури. | 1958 р. 1975 р.      | -                                                 | 19.04.1983 р. № 280р |
| 15   | 3197          | Могила воїна-афганця рядового Чувашова В. Л. | Північна сел./р, с-ще Диліївка, цвинтар, центр. част.                  | 1981 р.              | -                                                 | 14.07.1993 р. № 419  |
| 16   | 229           | Братська могила борців за Радянську владу, працівників міліції, члена ревкому та радянських воїнів.                                                                           | Новгородська сел./р, смт Новгородське, площа станції «Фенольна».       | 1967 р. рек. 1985 р. | -                                                 | 19.04.1983 р. № 280р |
| 17   | 3200          | Могила воїна-афганця рядового Фостіка О. В. | Новгородська сел./р, смт Новгородське, вул. Радянська, цвинтар.        | 1985 р.              | -                                                 | 14.07.1993 р. № 419  |
| 18   | 230           | Братська могила радянських воїнів Південного фронту. | Новгородська сел./р, смт Новгородське, цвинтар старий.                 | 1960 р. рек. 1977 р. |                                                   | 17.12.1969 р. № 724  |
| 19   | 231           | Братська могила радянських воїнів Південного фронту. | Новгородська сел./р, смт Новгородське-2, Будинок культури.             | 1955 р. рек. 1987 р. | -                                                 | 17.12.1969 р. № 724  |
| 20   | 234           | Братська могила радянських воїнів Південного фронту і пам'ятник воїнам-землякам.                                                                                              | Новгородська сел./р, смт Неліпівка, школа № 19.                        | 1946 р. рек. 1985 р. | -                                                 | 19.04.1983 р. № 280р |
| 21   | 233           | Братська могила радянських воїнів Південного фронту. | Щербинівська сел./р, смт Щербинівка, школа № 20.                       | 1950 р.              | -                                                 | 17.12.1969 р. № 724  |

## Пам'ятки монументального мистецтва
| № пп | Охорон. номер | Найменування пам'ятки                                   | Місцезнаходження пам'ятки                                 | Рік встановлення | Автор                                                                      | Рішення              |
| ---- | ------------- | ------------------------------------------------------- | --------------------------------------------------------- | ---------------- | -------------------------------------------------------------------------- | -------------------- |
| 1    | 1878          | Пам'ятник Дзержинському Ф. Е., державному діячеві СРСР. | вул. Центральна, у сквері.                                | 10.09.1977 р.    | Скульптори: БарановН.А, КазанськаЯ.П Архітектори: ПіддубнийІ.М, ЩербінаП.М | 19.04.1983 р. № 280р |
| 2    | 1775          | Пам'ятник В.І.Леніну                                    | вул. Дружби, 22.                                          | 21.04.1970 р.    | Скульптор: Бєлостоцкий А.В                                                 | 12.02.1975 р. № 84   |
| 3    | 236           | Пам'ятник Леніну. В.І                                   | Північна сел./р, с-ще Курдюмівка, біля Будинку культури.  | 1947 р.          |                                                                            | 19.04.1983 р. № 280р |
| 4    | 237           | Пам'ятник В.І.Леніну                                    | Північна сел./р, с-ще Новогродовка біля Будинку культури. | 1947 р.          |                                                                            | 19.04.1983 р. № 280р |
| 5    | 240           | Пам'ятник Дзержинському Ф. Є.                           | вул.. Історична, сквер                                    | 1955 р.          | Скульптор Бринь Л.А -                                                      | 17.12.1969 р. № 724  |
|      |               |                                                         |                                                           |                  |                                                                            |                      |